# Juan Martínez Bosco
Juan Martínez Bosco Mora (Guadalajara; 2 de septiembre de 1935) es un exfutbolista mexicano que jugaba como defensa.

## Selección nacional
Debutó con México el 1 de marzo de 1959, en una victoria de 3-1 frente a Costa Rica.

## Palmarés

### Títulos nacionales
| Título           | Equipo  | País   | Año     |
| ---------------- | ------- | ------ | ------- |
| Copa México      | América | México | 1963-64 |
| Copa México      | América | México | 1964-65 |
| Primera División | América | México | 1965-66 |